# Mykola Komarow
Mykola Komarow (ukrainisch Микола Анатолійович Комаров; * 23. August 1961 in Saporischschja, Ukrainische SSR) ist ein ehemaliger sowjetischer Ruderer, der 1988 im Achter eine olympische Silbermedaille gewann.
Komarow begann seine Karriere in der sowjetischen Sportorganisation Dynamo. 1984 gewann er bei den Wettkämpfen der Freundschaft die Goldmedaille. 1985 wurde er Weltmeister, 1986 Vizeweltmeister im Ruderachter. Außerdem wurde er 1987 Vizeweltmeister im Rudervierer mit Steuermann. Schließlich gewann er wieder im Achter die Goldmedaille bei den Olympischen Sommerspielen 1988.